# Faded (Tyga)
Faded è un singolo del rapper statunitense Tyga, pubblicato nel 2012 e realizzato insieme a Lil Wayne. Il brano è stato estratto dall'album Careless World: Rise of the Last King. 

## Tracce
1. Faded (feat. Lil Wayne) – 3:28